# Thọ Lộc, Phúc Thọ
Thọ Lộc là một xã thuộc huyện Phúc Thọ, thành phố Hà Nội, Việt Nam.
Xã có diện tích 3,89 km², dân số năm 2016 là 9500 người, mật độ dân số đạt 1.715 người/km².
Xã có các cụm: Ổ Thôn, Ba Bướm, Thượng Lộc, Gium, Đoài